# 箕子の憂い
箕子の憂い（きしのうれい）は、「小さな事柄から大きな流れを察知すること、またはそれができる人物」という意味で、韓非子が出典とされる。

## 「韓非子」における記述
- たとえ話に意味を乗せ、その後に注釈を示している。
殷の紂王が、はじめて象牙の箸を作った。それを知った家臣の箕子が恐れを抱いた。象牙の箸を何故そこまで恐れるのか分からない周囲の者たちに、箕子が語った。
「象牙の箸を使うとなれば、（今まで用いていた）素焼の鉢などではなく玉（翡翠）の器や犀の角の杯を用いたくなるだろう（象箸玉杯、ぞうちょぎょくはい）。象牙の箸に玉の器で食事をするとなれば、（今まで食していた）豆の葉や藜の汁などではなく水牛や象や豹の肉が盛られるだろう。豪華な食器に豪華な食事をするとなれば、粗末な衣服と粗末な家屋では満足できずに錦の衣服と豪華な宮殿が欲しくなるだろう。象牙の箸に釣り合うものを集めていけば、いずれ国中の財物を集めても足りなくなる。私が怖いのはその行きつく先だ。だから象牙の箸を恐れるのだ」
このたとえ話に続けて韓非は「箕子は象牙の箸を見ただけで天下が乱れることを悟った。老子は「小を見て大を知ることを明という」と言っている」とまとめている。